# سة غردكان
سة غردكان هي قرية في مقاطعة بيرانشهر، إيران. يقدر عدد سكانها بـ 63 نسمة بحسب إحصاء 2016.